# Fogólábúak
A fogólábúak (Mantodea) a rovarok (Insecta) osztályának egy faj- és formagazdag rendje. Az eddig leírt több mint 2450 fajukat mintegy 460 nembe és rendszertantól függően 15-30 (gyakran 29) családba sorolják. A fogólábúak biodiverzitása (sokfélesége) a palearktikus és nearktikus régiókban (azaz jórészt a mérsékelt égövben) viszonylag alacsony; jellemzően a trópusi és a szubtrópusi területek lakói, a mediterrán és a mérsékelt éghajlatú területeken csak néhány fajjal találkozhatunk. Fajokban leggazdagabb régiók az orientális és az afrotropikus faunaterületek; a legnagyobb formagazdagsággal Afrika Szaharától délre eső területein, valamint Dél- és Délkelet-Ázsiában találkozhatunk.
Magyarországon három faj képviseli a fogólábúakat: a 2012-ben az év rovarának megválasztott imádkozó sáska (Mantis religiosa), valamint a 21. század elején megtelepedett Hierodula tenuidentata és a 2020-as években észlelt Ameles spallanzania fajok. A ma már kozmopolita fajnak számító imádkozó sáska általánosan elterjedt Közép- és Dél-Európában, megtalálható Lengyelországban is, és az Amerikai Egyesült Államokban is ismertek behurcolt, állandósult populációi. Magyarországtól déli irányban haladva újabb fajok lelhetők fel; az egyik jellemzőbb faj Dél-Európában az Empusa pennicornis, amelynek elterjedési területe Dél-Olaszországig húzódik.
A fogólábúak terjedését nagymértékben befolyásolja, hogy ezek az állatok általában keveset mozognak; egy prédában gazdag területen egy példány akár az egész életét leélheti egy néhány négyzetméteres vagy akár kisebb területen is. A párosodási lehetőséget kereső ivarérett hím egyedek ugyan a nőstényeknél nagyobb hajlandóságot mutatnak az aktív helyváltoztatásra, de egy fogólábú-populáció terjeszkedése jobbára más okokra vezethető vissza. Az okok között szerepel a nőstények által készített petetok, a kokon vagy ootheca. Ezek a tokok ugyanis igen ellenállóak lehetnek, és a bennük fejlődő embriókat – bizonyos határokon belül – megóvják a szélsőséges környezeti tényezőktől is. Például az eredetileg mediterrán fajnak számító Iris oratoria először 1933-ban bukkant fel az USA-ban, míg a Mantis religiosa megjelenését már 1899-ben dokumentálták. A kelet-ázsiai Tenodera sinensis-t és a Tenodera angustipennis-t szintén behurcolták az USA-ba; először 1896-ban, illetve 1926-ban írták le a jelenlétüket. Ezek a fajok ma már szerves részét képezik az ottani faunának. Meg kell azonban említeni, hogy a fogólábúak elterjedésében az ember aktív közreműködése is szerepet játszik, mivel egyes fajokat kerti díszként tartanak, vagy korábban a kártevő rovarok elleni biológiai védekezés eszközeiként próbáltak alkalmazni.

## Rendszerezésük
A fogólábúak vagy imádkozó sáskák egy több mint 2450 fajt számláló, rendkívül formagazdag csoport képviselői. Külső szájszervük alapján az Ectognatha csoportba tartoznak. Az ivarérett egyedek (imágók) a legtöbb faj esetében szárnyakkal rendelkeznek, ennek megfelelően a csoportot a szárnyas rovarok (Pterygota) alosztályába sorolható. Van néhány faj, melyeknél ezek a szervek másodlagosan visszafejlődtek (redukálódtak) az evolúció során (pl. Eremiaphila genus).
Tudományus konszenzus, hogy a fogólábúak evolúciós kapcsolatban állnak a termeszek (Isoptera) és a csótányok (Blattodea) rendjével, de a pontos rokonsági fokról eltérő vélemények is léteznek. A legelterjedtebb nézet szerint a fogólábúak és a csótányok közelebbi rokonságban állnak egymással, mint a termeszekkel. Ezt a csoportot (csótányok + fogólábúak + termeszek) újabban a Dictyoptera öregrendbe sorolják. A molekuláris genetikai vizsgálatok is megerősítették a fogólábúak és a csótányok közelebbi rokonságát.
A recens csoportok filogenetikai elemzése alapján több fő fejlődési vonal különíthető el. Az alapi helyzetű családok közé tartozik például a Chaeteessidae és a Mantoididae. A többi család számos további ágat képvisel, köztük olyan ismert csoportokkal, mint az Empusidae, Eremiaphilidae, Hymenopodidae és Mantidae. Az ismertebb fajok közül számos tartozik az Empusidae családba, mint pl. a mediterrán térségben gyakori Empusa fasciata, a „hegedűmantisz”-ként ismert Gongylus gongylodes, az afrikai ördögvirág imádkozó sáska (Idolomantis diabolica), valamint a zebramintás Blepharopsis mendica. Az Eremiaphilidae család tagjai a jobbára sivatagi, félsivatagi területeken élő, gyakran redukált szárnyú Eremiaphila fajok. A látványos orchideamantis (Hymenopus coronatus) a Hymenopodidae család képviselője, de ide tartozik az angol irodalomban „Ghost Mantis”-ként (szellemmantisz) szereplő Phyllocrania paradoxa is. A Mantidae család fajai többségében a klasszikus imádkozó sáska formát mutatják. Azonban ez a család (és pl. a benne lévő Mantinae alcsalád, ahová a Mantis religiosa is tartozik) a jelenlegi rendszertanok szerint valószínűleg polifiletikus, vagyis az ide sorolt fajok nem mind egy közös őstől származnak, és a család besorolása felülvizsgálatra szorul.
A fogólábúak főbb családjai (a lista nem teljes és a rendszerezés folyamatosan változik):
- Chaeteessidae
- Mantoididae
- Metallyticidae
- Acanthopidae
- Amorphoscelididae
- Empusidae
- Eremiaphilidae
- Hymenopodidae
- Iridopterygidae
- Liturgusidae
- Mantidae
- Sibyllidae
- Tarachodidae
- Thespidae
- Toxoderidae

## Testfelépítésük
Az imádkozó sáskák elsősorban erőteljesen megnyúlt testű szárnyas rovarok, rendkívül mozgékony fejjel és egyéb olyan jellemzőkkel, amelyek a ragadozó életmódhoz való alkalmazkodás eredményeképpen jöttek létre. Alapfelépítésük megegyezik a többi rovaréval, de részleteiben különböző változásokon mentek keresztül, amelyek sajátos jelleget kölcsönöztek ennek a rovarcsoportnak. Testük a rovarokéra jellemző hármas tagolódást követi, ennek megfelelően három nagyobb testtájra, a fejre (caput), a torra (thorax) és a potrohra (abdomen) különül.
A fogólábúak egyik legjellegzetesebb vonása a nagyméretű, gyakran háromszög alakú (trianguláris) fejük, amelynek kialakításában a fej két oldalán található összetett szemeknek domináns szerep jut. Emellett a fogólábúak még rendelkeznek három pontszemmel (ocelli) is a fejtetőn, az összetett szemek között, de ezeknek, méretüknél fogva általában nincs különösebb jelentőségük a fej formájának kialakításában. Egyes kutatók azt találták, hogy a hímek pontszemei fejlettebbek lehetnek, mint a nőstényeké, aminek funkcionális jelentősége még nem teljesen tisztázott. A legtöbb faj esetében a fej szélessége meghaladja annak hosszúságát; a szájszervek orthognath állásúak, azaz lefelé irányulnak a fej alsó részén.
Több faj esetében a fejtetőn bóbitaszerű kiemelkedés figyelhető meg, amolyan fejdíszféle, melyek igen változatos formát ölthetnek: lehetnek egyszerű háromszög alakúak, esetleg oldalt fogazottak, vagy legösszetettebb formájukban levélszerűen kiszélesedettek (pl. az Empusidae család egyes fajai, mint az Idolomantis diabolica).
A fej jellegének kialakításában kulcsfontosságú, tekintélyes méretű összetett szemek kivétel nélkül nagyon jól fejlettek. Egy-egy összetett szem akár 10 000 apró lencséből, ún. ommatídiumból is állhat. A szemek formája általában ovális vagy gömbölyded, de néha ettől jelentősen el is térhet, és bizonyos fajok esetében megnyúlt, kúpos formát öltve kiemelkedhet a fej körvonalából (pl. Hymenopus coronatus, Pseudocreobotra wahlbergii). A szemek alakja is jellemző lehet egy-egy csoportra.
Az összetett szemek és a pontszemek között találhatók a rovarokra általánosan jellemző csápok (antennae), melyek a standard struktúrát követve három fő részből, az alapízből (scapus), a kocsányból (pedicellus) és az ostorból (flagellum) állnak. A flagellum nem ritkán eltér az egyszerű ostor alaktól, és az egyes csoportokra jellemző változatos formát ölthet. Lehetnek nagyon hosszúak és törékenyek, szál alakúak, vagy éppen serteszerűek, gyöngysorhoz hasonlóak, finoman fogazottak vagy akár fésűsek (pl. az Empusa fajok hímjeinél). A csápok számos mechanoreceptort (tapintás, légmozgás érzékelése) és kemoreceptort (szaglás) hordoznak, valamint a csáp második ízében található a páros hallószervként is funkcionáló Johnston-féle szerv. A hímek csápja gyakran hosszabb és fejlettebb, mint a nőstényeké. Például a hím Mantis religiosa csápjai átlagosan több ízből állnak, mint a nőstényeké. Szerkezeti különbségeket is kimutattak az azonos fajba tartozó különböző ivarú egyedek csápjait összehasonlítva. Pl. az Empusidae család hímjeinek fésűs csápjai funkciójukban is hasonlóságot mutatnak számos éjjeli lepke feromonérzékelő csápjához.
Az erősen szklerotizált szájszervek a rágás szolgálatában állnak, ami általánosan jellemző a Dictyoptera öregrend valamennyi képviselőjére. A fogólábúak szájszervének felépítése ennek megfelelően a rágótípust követi; az erőteljes rágót (mandibula) és az állkapcsot (maxilla) a pajzs (clypeus) és a felső ajak (labrum) fedi. Mind a maxilla, mind az alsó ajak (labium) tapogatókat hordoz. Az állkapcsi tapogatók 5, az ajaktapogatók 3 ízből állnak.
A fej annyira rugalmasan kapcsolódik a torhoz, hogy az állat képes a fejét horizontális irányban több mint 180 fokkal elfordítani, ennek köszönhetően egy ivarérett nőstény képes akár a hátára mászó párzótársával is „szembenézni”. A fej vertikális irányú kitérése szintén jelentős mértékű lehet. A fejnek ez a magas fokú mozgékonysága erre a rovarcsoportra különösen jellemző sajátosság.
A fogólábúak torának elülső része, az előtor (prothorax) jellemzően megnyúlt, így távolítva el az elöl található fogólábakat a járólábaktól. Ennek a jellegzetességnek, valamint az előtor mozgékonyságának köszönhetően jelentősen megnőtt a fogólábúak hatóköre, ami szintén a ragadozó életmódhoz történő alkalmazkodás eredménye. A prothorax háti oldalán látható az ún. előháti lemez vagy előtori pajzs (pronotum), amelynek az egyes csoportokra szintén jellemző, sajátos formája lehet; így a simaszélű alaptípustól eltérően lehet szemcsés, fogazott vagy levélszerűen kiszélesedett (pl. Phyllocrania paradoxa, Idolomantis diabolica). Az utóbbi fajoknál a pronotum függelékei a nőstényeken általában hangsúlyosabbak (ld. Deroplatys lobata).
A tor középső és hátsó szelvényei (mesothorax és metathorax) általában rövidebbek, mint az előtor. Ezek hordozzák az állat két pár járólábát és a szárnyakat. A közép- és az utótor hasi lemezei (mesosternum és metasternum) külsőleg nagyon hasonlítanak egymásra, de a metasternum területén, a hátsó lábpár csípői (metacoxae) között található az állat páratlan hallószerve (tympanalis szerv).
A járólábak a rovarláb általános felépítését követik. A fogólábak viszont speciális ragadozó lábbá módosultak. A fogóláb nem kizárólagos sajátossága ennek a csoportnak; hasonlóan specializált (bár eltérő szerkezetű) fogólábakkal találkozhatunk például a fogólábú fátyolkák (Mantispidae), a sáskarákok (Stomatopoda), az ostorlábúak (Amblypygi) esetében, valamint különböző ragadozó vízipoloskáknál (Naucoridae, Nepidae, Belostomatidae, Phymatidae, Reduviidae) és bizonyos táncoslegyeknél (Empididae, Hemerodromiinae) egyaránt.
Az imádkozó sáskák fogólábának csípője (coxa) jelentősen meghosszabbodott és szabadon mozgatható. Belső oldalán gyakran találhatók fekete vagy színes foltok (pl. Sphodromantis genus), elülső élükön pedig kisebb-nagyobb szemcséket (pl. Hierodula patellifera) vagy fogakat hordozhatnak.
A csípőhöz kapcsolódik a tompor (trochanter), ami egyfajta csuklópántként teszi lehetővé a comb (femur) tipikus behajlított nyugalmi helyzetének kialakítását. A trochanter szorosan illeszkedik a femurhoz, alakja és mérete általában konzervatív, csak kismértékű változékonyságot mutat.
A trochanterhez kapcsolódó combon (femur) erős tüskék sorakoznak két párhuzamos sorban (egy külső és egy belső sor, valamint gyakran egy tárcsatüskesor). A két fő tüskesor között egy árok húzódik, amelybe nyugalmi helyzetben a lábszár (tibia) simul. A femuron található tüskék változó méretűek és számúak. Egyes tüskék, az ún. érzékelő tüskék, rugalmasan mozgathatóak és beidegzettek; érintésük reflexszerűen kiváltja a fogóláb összezáródását (pl. Tenodera aridifolia sinensis esetében kimutatva). A femur mindig hosszabb, mint a coxa és gyakran vastagabb is; bizonyos fajoknál hártyás lebenyeket, függelékeket hordozhat. Ezeken olykor színes, feltűnő mintázat található, ami az állat védekező vagy fenyegető pózánál válik láthatóvá azáltal, hogy a fogólábait oldalra kitárja. Ez a jellegzetesség különösen szembetűnő az Idolomantis diabolica esetében. A femur belső oldalán, a tibia felőli végén egy kisebb árok is található; ebben foglal helyet a tibia végtüskéje a fogóláb összezárt állapotában. A femuron minden esetben megtalálható a fej és a szemek tisztogatását szolgáló femorális kefe (tisztogatókefe), ami egy rövid, sűrű, ellaposodott sertékből álló képlet.
A lábszár (tibia) a combhoz hasonlóan tüskéket hordoz, szintén két sorban. Ezek a testtől távolodva általában egyre nagyobbak és ferdén a lábfej (tarsus) felé mutatnak. A tüskék száma és mérete fajonként változó; különösen erőteljesek a repülő rovarokra specializálódott fajoknál (pl. Gongylus gongylodes). Bizonyos fogólábú-csoportokban (pl. Amorphoscelididae) a tibia tüskéi hiányozhatnak is, de a kampószerű végtüske ezeknél a csoportoknál is általában megmarad.
A fogóláb lábfeje (tarsus) ugyanazt az alapszerkezetet mutatja, mint a járólábak esetében, így a fogóláb ugyanolyan jól használható helyváltoztatáshoz és kapaszkodáshoz, mint a járólábak. Néhány kivételtől eltekintve a fogólábúaknak általában öt lábfejíze van; ettől csupán a regenerálódott lábak térhetnek el, ahol néha csak 4 íz alkotja a tarsust. Az utolsó lábfejíz két teljesen azonos karomban végződik, ami a kapaszkodásra szolgál. A fogólábúak esetében ezek között általában nem található tapadólebeny (arolium).
A két pár járóláb (középső és hátsó) általában valamivel hosszabbak a hátsó lábak. A járólábak relatív hosszúságában fajtól függően jelentős különbségek adódhatnak; különösen hosszúak az Eremiaphilidae családba tartozó sivatagi fajok esetében, ami a préda aktív üldözésével lehet kapcsolatban. A járólábak csípője (coxa) rövidebb, mint a fogólábaké, és néhány fajnál levélszerű függeléket hordozhat (pl. Phyllocrania paradoxa, Hymenopus coronatus). A combok (femur) főként a Hymenopodidae és az Empusidae családok fajainak járólábain hordoznak levélszerű lebenyeket, valamint a Mantidae néhány alcsaládjában figyelhetők még meg hasonló képletek. A lábszáron (tibia) is előfordulhatnak ilyen függelékek, de a tibia általában egyszerűbb felépítésű.
Az ivarérett egyedek a legtöbb faj esetében két pár szárnnyal rendelkeznek. Az első pár szárny általában erősebb, bőrneműbb, ún. fedőszárny (tegmina) és a középtorhoz (mesothorax) kapcsolódik. A hátsó szárnypár hártyás és a hátulsó torhoz (metathorax) kapcsolódik. Ezek általában rövidebbek és szélesebbek, mint a fedőszárnyak, nyugalmi helyzetben legyezőszerűen összehajtogatva rejtőznek azok alatt. Az azonos fajhoz tartozó eltérő ivarú egyedek jelentős különbségeket mutathatnak a szárnyak méretében, alakjában, színében és szerkezetében egyaránt (ivari dimorfizmus). Például a Phyllocrania paradoxa esetében a hímek fedőszárnyai nagyrészt átlátszóak, míg a nőstényeké nem. A legtöbb faj esetében a hosszú szárnyú, jól repülő hímekkel szemben a nőstények rövidebb szárnyakkal rendelkeznek (brachypterek) vagy teljesen szárnyatlanok (apterek). A szárnyak redukciója ritkábban figyelhető meg mindkét ivar esetében; leggyakrabban a talajlakó fajoknál fordul elő (pl. Eremiaphila fajok).
A fogólábúak harmadik, egyben legnagyobb méretű testtája a potroh (abdomen). Ebben foglal helyet a belső szervek jelentős része. Ezt a testrészt mindkét ivar esetében tíz háti lemez (tergit) fedi, azonban a különböző ivarú egyedek a hasi lemezek (sternitek) számában már különbséget mutatnak. A két nem elkülönítése ennek alapján a legmegbízhatóbb: a nőstények potrohát általában 6-7 látható sternit fedi, míg a hímekét 8. Az abdomen formája szintén segíthet az ivarok megkülönböztetésében; a hímek potroha általában vékonyabb és a vége felé keskenyedő, míg a nőstényeké teltebb, szélesebb és a vége tompábban lekerekített. A potroh háti és néha hasi lemezein különböző formájú és kiterjedésű függelékek, lebenyek lehetnek, ami főként azokra a fajokra jellemző, ahol a szárnyak nem fedik teljesen az abdoment (pl. Phyllocrania paradoxa, Gongylus gongylodes). A potroh mérete (tömege és kiterjedése) és általában a testméret tekintetében is gyakran jelentős ivari különbség mutatkozik. Bizonyos fajok hím és nőstény egyedei annyira eltérhetnek egymástól méretben és alakban, hogy korábban első leíróik akár különböző fajokba is sorolták őket. Általánosságban elmondható, hogy a nőstények szinte mindig nagyobbak, nehezebbek és erősebbek, mint a hímek. A potrohuk a terjedelmes petefészek (ovarium) miatt szembetűnően nagyobb a hímekénél (pl. ez a különbség a Parasphendale affinis esetében igen hangsúlyos). Az eltérő nemű egyedek méretbeli különbségei a Hymenopus coronatus fajnál az egyik legszembetűnőbbek; a hímek átlagosan mindössze 2,5 centiméteresek, ezzel szemben a nőstények akár az 5-6 centiméteres testhosszt is elérhetik. Meg kell azonban jegyezni, hogy az abszolút testhossz populáción belül és populációk között is változhat; pl. egy adott Mantis religiosa populáció hím egyedei akár nagyobb testméretűek is lehetnek egy másik populáció nőstény egyedeinél, annak ellenére, hogy egy populáción belül a nőstények általában mindig hosszabbak és testesebbek, mint a hímek.

## Érzékelésük
A fogólábúak érzékelésében a látásnak kiemelkedően fontos szerep jut. Az ún. appozíciós típusú összetett szemek a rendkívül mozgékony fej két oldalán, a fej síkjából gyakran még kúposan ki is emelkedve, szinte teljes (közel 360 fokos) látóteret biztosítanak az állat számára. Az egyes ommatídiumok optikailag egymástól izoláltak, emiatt főként a hossztengelyükkel párhuzamosan érkező fénysugarak jutnak el a fényérzékelő sejtekig. Ennek eredményeképpen a látótér képe pontonként képződik le; a nagyszámú (akár 10 000-et is elérő) ommatídiumból álló fogólábúszem rendkívüli térbeli felbontóképességet biztosít. Például a Sphodromantis viridis hímjeinek szeme egyenként hozzávetőleg 8950, míg a nőstényeké több mint 9600 ommatídiumból állhat, tehát itt is tapasztalható ivari különbség. Az imádkozó sáskákra jellemző az ún. pszeudopupilla („álnézőke”), ami a megfigyelő helyzetétől függően mozgó sötét foltként jelentkezik a fogólábúak szemén. A jelenség hátterében azok az ommatídiumok állnak, amelyek pontosan a megfigyelő irányába néznek; ezekben a beeső fényt teljes mértékben elnyelik a fotopigmentek, így sötétnek látszanak. Tehát a pszeudopupilla nem valóságos anatómiai képlet (mint a gerincesek pupillája), csupán optikai jelenség. Az ommatídiumok nem egyenletesen oszlanak el a szemek felületén; a legnagyobb sűrűséget a szem előretekintő (frontális) részén érik el, ez tekinthető az éleslátás helyének (fovea). Egy 1970-es években végzett kísérletben a Stagmatoptera biocellata szemének különböző területeit fedték le festékkel és vizsgálták ennek hatását az állat zsákmányszerző képességére. A frontális terület a vizsgálatok során kritikusnak bizonyult, mert ennek a területnek a befedése az állat predációs hatékonyságának hasonló mértékű csökkenését idézte elő, mint az egyik szemükre megvakított egyedek esetében.
A potroh végén egy pár rövid, szőrökkel borított, általában többízű (10-20 ízből álló) képletet találunk, az ún. fartoldalékokat vagy potrohfüggelékeket (cerci), amelyek az egyes fajok esetében különböző méretűek és alakúak lehetnek. A cercusokon található érzékszőrök segítségével az állatok a legkisebb légmozgást is érzékelik. Egy 2007-es tanulmányban a Parasphendale agrionina cerci-rendszerét vizsgálva azt tapasztalták, hogy a levegőben tartózkodó (pl. repülő) állatok esetében a cerkuszok ingerlésével menekülési válaszreakciót válthatnak ki, míg a földön tartózkodó állatok esetében nem tudtak ilyen hatást elérni. Ugyanebben a tanulmányban megállapították, hogy a cerkuszok egyenként több száz légmozgás-érzékeny szőrszálat tartalmaznak. A cerci-rendszer nem csak a fogólábúakra jellemző; kimutatták, hogy a közeli rokon csótányokon kívül számos éjszaka aktív rovar rendelkezik vele, feltételezések szerint a közeledő ragadozók (pl. denevérek) által keltett légáramlatok érzékelésére.
A fogólábúak hallását több tanulmányban vizsgálták már; általánosságban elmondható, hogy a fogólábúak képesek az ultrahang érzékelésére is a metathoraxon elhelyezkedő páratlan tympanalis szervükkel. Az elmúlt évtizedek kutatási eredményei számos különböző, éjjel repülő rovar esetében mutattak ki ultrahang-érzékelést, valamint ultrahang által kiváltott védekező viselkedést, így számos moly-, lepke- és bogárfajnál, továbbá sáskáknál, szöcskéknél, tücsköknél, valamint a recésszárnyúakhoz (Neuroptera) tartozó zöldfátyolkáknál is. Ezek a vizsgálatok arra világítottak rá, hogy az éjjel repülő rovarok denevértámadás veszélyének teszik ki magukat. Emiatt többen úgy gondolják, hogy a denevérek predációja az egyik legjelentősebb szelekciós hajtóerő a rovarok hallásának evolúciójában. A repülés közben végrehajtott, ultrahang által közvetített kitérő manőverek azt mutatják, hogy ez a rendszer a denevérek támadása elleni védekezésként alakult ki. A 2000-es években végzett vizsgálatok arra világítottak rá, hogy a fogólábúak ultrahang-érzékelő rendszerének szintén szerepe van a denevértámadások kivédésében. A fogólábúak számos fajánál a hím egyedek az éjszakai órákban is aktívan keresik a párzásra kész nőstényeket. A karcsúbb és általában röpképes hímek a nagyobb távolságokat repülve teszik meg. Testfelépítésükből következően általában nem túl ügyesek a légi manőverezésben, emiatt könnyű prédát jelenthetnek a kiválóan repülő és manőverező denevérek számára. Azonban nem teljesen védtelenek ők sem a denevérek támadásaival szemben. Az említett tanulmányokból egyértelműen kiderül, hogy a fogólábúak nemcsak képesek érzékelni a denevérek által kibocsátott ultrahangot, de képesek repülés közben végrehajtani bizonyos, ultrahang által kiváltott védekező manővereket (pl. hirtelen zuhanás), ezzel is növelve egy-egy denevértámadás túlélésének valószínűségét.
A hímek tehát nem kis kockázatot vállalnak, amikor szárnyra kapnak a párzásra kész nőstények felderítése érdekében. Az éjszaka folyamán a látásukra kevésbé hagyatkozhatnak, a hallásuk pedig leginkább a veszély elhárítását szolgálja. Ráadásul az ivarérett hímeknek olykor nagy távolságokat kell megtenniük, mire ráakadnak egy nőstényre. Ennek az az oka, hogy az ivarérett fogólábúak a természetben hajlamosak territoriális viselkedést mutatni és nagyobb távolságot tartani egymástól. Számos populációnál találtak 0,01 és 0,30 kifejlett példány/m² közötti, vagy ennél is alacsonyabb egyedsűrűséget. Ilyen alacsony egyedsűrűség mellett szükség van valamilyen hatékony módszerre, ami segítheti a párzótársak egymásra találását.

## Szaporodásuk
A rovarok a párzótárs vonzására mechanikai (pl. akusztikus), kémiai vagy vizuális jelzéseket használnak. Az akusztikus jelek például igen elterjedtek az egyenesszárnyúak (Orthoptera) között, és bár néhány fogólábú faj is képes hangot produkálni (pl. a szárnyai összedörzsölésével), úgy tűnik, ezek inkább a védekező vagy fenyegető viselkedés részét képezik, és nem elsősorban szexuális jelzések. A fogólábúaknál a párzótársak nagy távolságból történő vonzása főként kémiai jelek, ún. szexferomonok segítségével valósul meg.
A nőstények feromonkibocsátása valószínűleg az első lépés a párzótársak egymásra találásában. Feromonkibocsátást bizonyítottan az Acanthops falcata nevű fajnál mutattak ki először 1979-ben, de feltételezhetően más fajoknál is hasonló módon történik a párok egymásra találása. Például a Mantis religiosa nőstény egyedei akár 100 méteres körzetből is képesek lehetnek magukhoz vonzani a hímeket. Általános feltételezés tehát, hogy a hímek aktívan keresik a jobbára egy helyben várakozó nőstényeket, azok pedig feromonokkal vonzzák magukhoz a mozgékonyabb hímeket.
Egy 1983-ban készült felmérés során megállapították, hogy a Tenodera aridifolia sinensis és a Tenodera angustipennis hím egyedei gyakrabban mozogtak és messzebb jutottak egy nap alatt, mint ugyanannak a fajnak a nőstény egyedei. Más tereptanulmányok viszont arról számoltak be, hogy a Tenodera aridifolia sinensis és a Mantis religiosa nőstény egyedei egy adott periódusban ugyanannyit mozogtak, mint a hímek. Elképzelhető azonban, hogy ezekben az esetekben és időszakokban a nőstények mozgását a petetermeléshez szükséges nagy mennyiségű zsákmány, illetve a petetokok (oothekák) lerakására alkalmas hely keresése motiválta, nem pedig a hímek keresése.
Bár feromonkibocsátást eddig csak kevés fajnál igazoltak közvetlenül (pl. Acanthops falcata), valószínűsíthető, hogy más fajok nőstény egyedei is bocsátanak ki feromonokat a hímek csalogatására. Például 1975-ben Edmunds arról számolt be, hogy az általa megfigyelt Tarachodes afzeli nőstény egyedei egy meghatározott időszakban, este 19:30 és 20:00 óra között az Acanthops falcata nőstényeinél megfigyelthez hasonló, jellegzetes ún. „feromonkibocsátó testtartást” vettek fel, azaz meggörbítették a potrohukat hasi irányba, miközben a szárnyaikat kissé elemelték a testüktől. Ugyanezt a testtartást az Acanthops falcata nőstényei rendszeresen a hajnali órákban produkálták, ami arra utalhat, hogy ezeknél a fajoknál a feromonkibocsátás meghatározott napszaki ritmust követ. A Mantis religiosa esetében Lawrence szintén észlelt napszaki aktivitási mintázatot a hímek érkezésében, annak ellenére, hogy ennél a fajnál a hímek egész nap érkeztek a ketrecekben tartott nőstényekhez. A Mantis religiosa hímek érkezése bizonyos időszakokban, például 9:30 és 11:30, valamint 12:00 és 14:00 óra között volt a legintenzívebb. Ezek az intervallumok lehetnek a feromonkibocsátás csúcspontjai, de az is elképzelhető, hogy csupán a hímek aktivitási sajátosságait tükrözik (pl. ezekben az időszakokban optimális a testhőmérsékletük a repüléshez).
A nőstények feromonkibocsátása azonban nemcsak külső tényezőktől (pl. napszak) függhet, hanem különféle belső tényezők is befolyásolhatják, mint például a tápláltsági állapot vagy a szexuális érettség foka. Például az Acanthops falcata nőstényeinek feromonkibocsátását a kopuláció leállítja, míg a petetok lerakása újraindíthatja. Tapasztalati tény, hogy a Mantis religiosa nőstényei a párzást követően általában legalább három napig nem vonzanak újabb hímeket, ugyanakkor 1992-ben Lawrence megfigyelt egy olyan nőstényt, amelyik az előző párzását követően 41 perccel ismét párzott egy másik hímmel. Ez a jelenség a nőstény refrakter (elutasító) periódusának késésével is magyarázható, de az is elképzelhető, hogy a második hím már korábban „kiszemelte” magának a nőstényt, és miután távozott az első hím, sikeresen feljutott a nőstény hátára és párzásra „kényszerítette” azt.
A szexuális viselkedés beindulása számos fogólábú fajnál az ivarsejtek (peték) fejlődésének függvénye, az ivarsejtek fejlődését viszont nagymértékben befolyásolja a nőstény egyed tápláltsági állapota. Úgy tűnik, hogy a feromonkibocsátást meg kell előznie egy intenzívebb táplálkozási időszaknak, amely biztosítja a peteérést. Talán ezzel magyarázható, hogy a fogólábúak nőstény egyedei az utolsó vedlésüket követően nem lesznek azonnal szexuálisan aktívak és fogékonyak. Elképzelhető, hogy az alultáplált nőstények képtelenek feromonkibocsátásra (hiszen a peteérésük elmaradásával a sikeres párzás esélytelen). Ugyanakkor, ha a feromonkibocsátás nem függ szigorúan az ivarsejtek érésétől vagy a tápláltsági állapottól, az alultáplált nőstények feromonkibocsátása egy alternatív predációs stratégiának is tekinthető („femme fatale” stratégia), amellyel képesek a hozzájuk vonzott hím egyedeket elfogyasztani táplálékként. Viszont ez a feltételezés szükségszerűen magában rejti azt is, hogy a nőstények ezen predációs stratégiája szelekciós nyomást gyakorol a hímek azon képességére, hogy meg tudják különböztetni a valóban párzásra kész nőstényt az „éhes ragadozótól”, még mielőtt túl közel merészkednének hozzá.
A hímek számára a párzási folyamat jelentős kockázatot rejt. A nőstények nagyobbak, nehezebbek és erősebbek is, mint ők, így könnyen megtörténhet, hogy a párzásra készülő vagy éppen párzó hím a nőstény fogólábai között, végül pedig annak táplálékaként végzi (szexuális kannibalizmus). Ráadásul a mérsékelt égövi fajok esetében tovább növelheti a kannibalizmus valószínűségét, hogy a szaporodási szezon vége felé megfogyatkozik a potenciális préda mennyisége, éppen abban az időszakban, amikor a nőstényeknek jelentős mennyiségű táplálékra van szüksége a petetermeléshez és a petetok elkészítéséhez. A nőstények ugyanis az utolsó vedlést követően akár több mint kétszeresére is növelhetik testtömegüket, ami jelentős tápanyag- és energiaszükséglettel jár. Egy petetok egy nőstény testtömegének akár egyharmadát is kiteheti, ami megint csak növeli a nőstények táplálékigényét. Következésképpen a potenciális prédaállatok aktuális kínálatában a hímek képezhetik az egyik legnagyobb és legkönnyebben hozzáférhető táplálékforrást: a nőstény viszonylag kis energiabefektetéssel (feromonkibocsátással) nagyobb mennyiségű tápanyaghoz juthat. A szexuális kannibalizmus azonban nemcsak a mérsékelt égövi fajok esetében fordul elő, és nemcsak az ivarérett egyedek között, hanem a lárvák között is gyakori (testvérkannibalizmus).
A fogólábúak kifejlése paurometabolia (közvetlen vagy fokozatos átalakulás). Ez azt jelenti, hogy a petéből kikelő ivadék (lárva vagy nimfa) testszelvényeinek száma megegyezik a felnőtt állatéval (imágóéval), amelyre külseje és életmódja is hasonlít. A felnőtt méretet fokozatosan, vedlések sorozatával éri el, anélkül, hogy bábállapoton menne keresztül.